# Anders Södergren
Anders Södergren (Söderhamn, 17 mei 1977) is een Zweedse langlaufer. Hij vertegenwoordigde zijn vaderland op de Olympische Winterspelen 2006 in Turijn, Italië.

## Carrière
Södergren maakte zijn wereldbekerdebuut in maart 1999 in Falun, een half jaar later scoorde hij in Garmisch-Partenkirchen zijn eerste wereldbekerpunten. Tijdens de wereldkampioenschappen langlaufen 2001 in Lahti, Finland eindigde de Zweed als vijftiende op zowel de 30 kilometer klassiek als de 50 kilometer vrije stijl. Södergren moest de Olympische Winterspelen 2002 aan zich voorbij laten vanwege longproblemen, enkele weken na de Spelen finishte de Zweed voor de eerste maal in zijn carrière in de toptien van een wereldbekerwedstrijd. In december 2002 stond hij in Ramsau voor de eerste maal in zijn carrière op het wereldbekerpodium. Op de wereldkampioenschappen langlaufen 2003 in Val di Fiemme veroverde Södergren de zilveren medaille op de 50 kilometer vrije stijl en eindigde hij als elfde op de 30 kilometer klassiek en als vijftiende op de achtervolging. Samen met Mathias Fredriksson, Per Elofsson en Jörgen Brink sleepte hij de bronzen medaille in de wacht op de 4x10 kilometer estafette. In Oberstdorf nam de Zweed deel aan de wereldkampioenschappen langlaufen 2005. Op dit toernooi eindigde hij als vijfde op de 30 kilometer achtervolging, als negende op de 50 kilometer klassiek en als vijftiende op de 15 kilometer vrije stijl. Op de estafette eindigde hij samen met Mats Larsson, Johan Olsson en Mathias Frederiksson op de zevende plaats. Tijdens de Olympische Winterspelen van 2006 in Turijn eindigde Södergren als vijfde op de 30 kilometer achtervolging, als zesde op de 50 kilometer vrije stijl en als tiende op de 15 kilometer klassiek. Samen met Mats Larsson, Johan Olsson en Mathias Fredriksson legde hij beslag op de bronzen medaille op de 4x10 kilometer estafette. Enkele weken na de Spelen boekte de Zweed in Oslo zijn eerste wereldbekerzege. Op de wereldkampioenschappen langlaufen 2007 in het Japanse Sapporo eindigde Södergren als achtste op de 30 kilometer achtervolging, als tiende op de 15 kilometer vrije stijl en als veertiende op de 50 kilometer klassiek. Op de estafette veroverde hij samen met Martin Larsson, Mathias Fredriksson en Marcus Hellner de bronzen medaille. In het Tsjechische Liberec nam de Zweed deel aan de wereldkampioenschappen langlaufen 2009, op dit toernooi sleepte hij de zilveren medaille in de wacht op de achtervolging en eindigde hij als achttiende op de 15 kilometer klassiek.

## Resultaten

### Olympische Spelen
| Jaar | Plaats | Resultaten                                                                                        |
| ---- | ------ | ------------------------------------------------------------------------------------------------- |
| 2006 | Turijn | 5e 30 km achtervolging · 6e 50 km (vrije stijl) · 10e 15 km (klassieke stijl) · 4x10 km estafette |

### Wereldkampioenschappen
| Jaar | Plaats        | Resultaten                                                                                         |
| ---- | ------------- | -------------------------------------------------------------------------------------------------- |
| 2001 | Lahti         | 15e 30 km (klassieke stijl) 15e 50 km (vrije stijl)                                                |
| 2003 | Val di Fiemme | 50 km (vrije stijl) · 11e 30 km (klassieke stijl) · 15e 20 km achtervolging · 4x10 km estafette    |
| 2005 | Oberstdorf    | 5e 30 km achtervolging 9e 50 km (klassieke stijl) 15e 15 km (vrije stijl) 7e 4x10 km estafette     |
| 2007 | Sapporo       | 8e 30 km achtervolging · 10e 15 km (vrije stijl) · 14e 50 km (klassieke stijl) · 4x10 km estafette |
| 2009 | Liberec       | 30 km achtervolging · 18e 15 km (klassieke stijl)                                                  |

### Wereldbeker

#### Eindklasseringen
| Seizoen   | Plaats | Punten |
| --------- | ------ | ------ |
| 1999/2000 | 97e    | 12     |
| 2000/2001 | 125e   | 5      |
| 2001/2002 | 43e    | 120    |
| 2002/2003 | 16e    | 286    |
| 2003/2004 | 10e    | 434    |
| 2004/2005 | 24e    | 218    |
| 2005/2006 | 8e     | 392    |
| 2006/2007 | 15e    | 298    |
| 2007/2008 | 7e     | 551    |
| 2008/2009 | 38e    | 198    |

#### Wereldbekerzeges
| Nr. | Datum            | Plaats      | Onderdeel               |
| --- | ---------------- | ----------- | ----------------------- |
| 1.  | 11 maart 2006    | Oslo        | 50 km (vrije stijl)     |
| 2.  | 8 maart 2008     | Oslo        | 50 km (vrije stijl)     |
| 3.  | 14 februari 2009 | Valdidentro | 15 km (klassieke stijl) |

### Marathons
Overige marathonzeges
| Nr. | Datum         | Plaats        | Marathon        | Onderdeel                      |
| --- | ------------- | ------------- | --------------- | ------------------------------ |
| 1.  | 12 april 2008 | Bruksvallarna | Fjälltopploppet | 33 km vrije stijl (massastart) |
| 2.  | 17 april 2010 | Bruksvallarna | Fjälltopploppet | 33 km vrije stijl (massastart) |
| 3.  | 13 april 2013 | Bruksvallarna | Fjälltopploppet | 35 km vrije stijl (massastart) |
| 4.  | 18 april 2015 | Bruksvallarna | Fjälltopploppet | 35 km vrije stijl (massastart) |